# Salah Abdeslam
Salah Abdeslam (n. 15 septembrie 1989, Brussel, Comunitatea Francofonă din Belgia⁠(d), Belgia) este un terorist francez jihadist de origine marocană care trăiește și a crescut în Belgia, în municipalitatea Molenbeek-Saint-Jean. 
Pe 23 aprilie 2018, a fost condamnat de justiția belgiană la 20 de ani de închisoare, la fel ca și complicele lui, Sofiane Ayari. Judecata pentru acțiunile sale în timpul atacurilor de la Paris se desfășoară într-un proces mai larg al suspecților din 13 noiembrie în 2020 la Curtea de Justiție de la Paris. 